# جیووانی وینچی
جیووانی وینچی (انگلیسی: Giovanni Vinci؛ زادهٔ ۲۱ ژوئیهٔ ۱۹۹۰) کشتی‌گیر کشتی حرفه‌ای اهل ایتالیا است.